# Белзькі каштеляни
Белзький каштелян — урядник (посадовець) у Белзі часів Королівства Польського (1385—1569), Речі Посполитої, якого призначав король або князь для управління «гродом» (замком) та навколишньою місцевістю.

## Особи
- Миколай Малджик гербу Вонж з Старогроду 1436
- Добеслав Бишовський гербу Нечуя, 1465—1478
- Ян Маґера з Пшеводова[1]
- Вацлав Неборовський 1484—1489
- Дзєржслав з Угнева 1495, син Зиґмунта з Радзанова, Угнева[2]
- Миколай Пілецький гербу Леліва 1509
- Єжи (Єнджей) Крупський з Орхова 1513
- Миколай Гербурт гербу Павенза
- Ян Гербурт
- Войцех Стажеховський гербу Нечуя 1548
- Миколай Сенявський
- Ян Фірлей
- Петро Боратинський гербу Корчак (1509—1558)[3]
- Анджей Дембовський гербу Єліта
- Анджей Тенчинський гербу Топор
- Сиґізмунд Закліка Чижовський гербу Топор
- Анджей Фірлей
- Станіслав Журавінський (Журавніцький), 1578 року власник села Зіболки[4]
- Пйотр Нішицький, з січня 1589-[5]
- Миколай Остророг гербу Наленч 1607—1612
- Адам Прусиновський 1613—1618
- Мацей Лесньовський[6]
- Анджей Фірлей
- Данило Єло-Малинський гербу П'ятиріг, дідич Шумська[7]
- Францішек Мишковський гербу Ястшембець (помер 21 квітня 1669)[8]
- Александер Людвік Незабітовський гербу Любич (помер 1674 р.)[9]
- Ян Александер Мишковський гербу Ястшембець — зять Миколая Остророга-«латини» (другий чоловік доньки Катажини)[10]
- Ян Анджей Сєраковський гербу Доленґа
- Алєксандер Лащ гербу Правдич
- Адам Белжецький[11]
- Пйотр Ян Потоцький 1720—1726
- Юзеф Солтик
- Юзеф Антоній Стадніцький †1737
- Зиґмунт Чижовський гербу Топор[12]  — другий чоловік Анни з Конєцпольських, тітки гетьмана Станіслава.[13]
- Юзеф Йоахім Коморовський
- Еварист Анджей Куропатніцький гербу Нечуя (1734—1788) — каштелян буський, аматор-географ, геральдист, бібліофіл.[14]